# Leichtathletik-Weltmeisterschaften 2003/Teilnehmer (Nauru)
| Gelbes Symbol für Goldmedaillen mit stilisierten Olympischen Ringen | Graues Symbol für Silbermedaillen mit stilisierten Olympischen Ringen | Braundes Symbol für Bronzemedaillen mit stilisierten Olympischen Ringen |
| ------------------------------------------------------------------- | --------------------------------------------------------------------- | ----------------------------------------------------------------------- |
| —                                                                   | —                                                                     | —                                                                       |

Zu den neunten Leichtathletik-Weltmeisterschaften 2003 im französischen Saint-Denis entsandte die Republik Nauru zwei Athletinnen und Athleten.

## Ergebnisse
JJ Capelle belegte am 24. August 2003 im fünften Vorlauf über 100 Meter der Männer in einer Zeit von 11,49 Sekunden ursprünglich den sechsten – nach der Disqualifikation von Tim Montgomery Ende 2005 den fünften – Platz vor dem Kiribatier Kaewanteiti Mwatiera. Neben Mwatiera waren mit Assad Ahmadi (Afghanistan) und Zoran Josifovski (Mazedonien) insgesamt drei der 72 Teilnehmer der Vorläufe langsamer als der Nauruer. Olympia Zacharias belegte am 23. August 2003 im ersten Vorlauf über 100 Meter der Frauen in einer Zeit von 14,07 Sekunden den siebten Platz vor der Samoanerin Joanne Hallen. Neben Hallen waren mit Temreta Martin (Kiribati) und Lima Azimi (Afghanistan) insgesamt drei der 56 Teilnehmerinnen der Vorläufe langsamer als die Nauruerin.
| Athlet            | Disziplin      | Vorlauf | Vorlauf | Viertelfinale | Viertelfinale | Halbfinale    | Halbfinale    | Finale        | Finale        |
| Athlet            | Disziplin      | Zeit    | Platz   | Zeit          | Platz         | Zeit          | Platz         | Zeit          | Platz         |
| ----------------- | -------------- | ------- | ------- | ------------- | ------------- | ------------- | ------------- | ------------- | ------------- |
| JJ Capelle        | 100 m (Männer) | 11,49 s | 69.     | ausgeschieden | ausgeschieden | ausgeschieden | ausgeschieden | ausgeschieden | ausgeschieden |
| Olympia Zacharias | 100 m (Frauen) | 14,07 s | 53.     | ausgeschieden | ausgeschieden | ausgeschieden | ausgeschieden | ausgeschieden | ausgeschieden |